# NGC 3250A
NGC 3250A is een spiraalvormig sterrenstelsel in het sterrenbeeld Luchtpomp. Het hemelobject werd op 1 februari 1835 ontdekt door de Engelse astronoom John Herschel.

## Synoniemen
- ESO 317-30
- IRAS10257-3949
- PGC 30790